# لورانس بيتس
لورانس بيتس (بالإنجليزية: Lawrence Betts)‏ هو منافس ألعاب قوى جنوب أفريقي، ولد في 4 أغسطس 1904 في بريتوريا في جنوب أفريقيا، وتوفي في 28 أبريل 1984 في فيرينخن في جنوب أفريقيا.

## وصلات خارجية
- لورانس بيتس على موقع أوليمبيديا (الإنجليزية)